# Deckvermögen
Das Vermögen einer Farbe oder eines Lackes, den Untergrund zu überdecken, wird als Deckvermögen bezeichnet. Im englischen sind die Bezeichnungen „hiding power“ oder „spreading rate“ üblich. Begriffe wie Deckkraft oder Deckfähigkeit sollten vermieden werden. Teilweise wird der Begriff Kontrastverhältnis genutzt.

## Eigenschaften
Je niedriger das Deckvermögen, desto schlechter kann eine Beschichtung Farbunterschiede überdecken. Weiße Malerfarbe mit hohem Deckvermögen wird Deckweiß genannt, eines der frühesten dafür eingesetzten Pigmente war Bleiweiß. Das zur Übertönung notwendige Deckvermögen hängt aber auch von der Art des Hintergrundes ab. Hellere und dezentere Farben sind leichter zu „übertönen“ als dunkle und intensive. Wichtig ist die Kenntnis des Deckvermögens zum Beispiel, um zu bestimmen, ob man eine vorhandene Bemalung mit einer neuen Farbe überdecken kann.
Lacke, Ölfarben oder andere professionelle Malerfarben haben in der Regel ein höheres Deckvermögen als „Do-it-yourself“-Farben wie etwa Wasserfarbe. Die Pigmentauswahl ist ein entscheidendes Kriterium für ein hohes Deckvermögen. Anorganische Pigmente, welche aufgrund des hohen Brechungsindex stärker Streuen, weisen in der Regel ein höheres Deckvermögen als organische Pigmente auf. Diese streuen aufgrund ihres geringen Brechungsindex nur schwach und werden deshalb in der Regel mit anorganischen Pigmenten kombiniert.

## Messverfahren

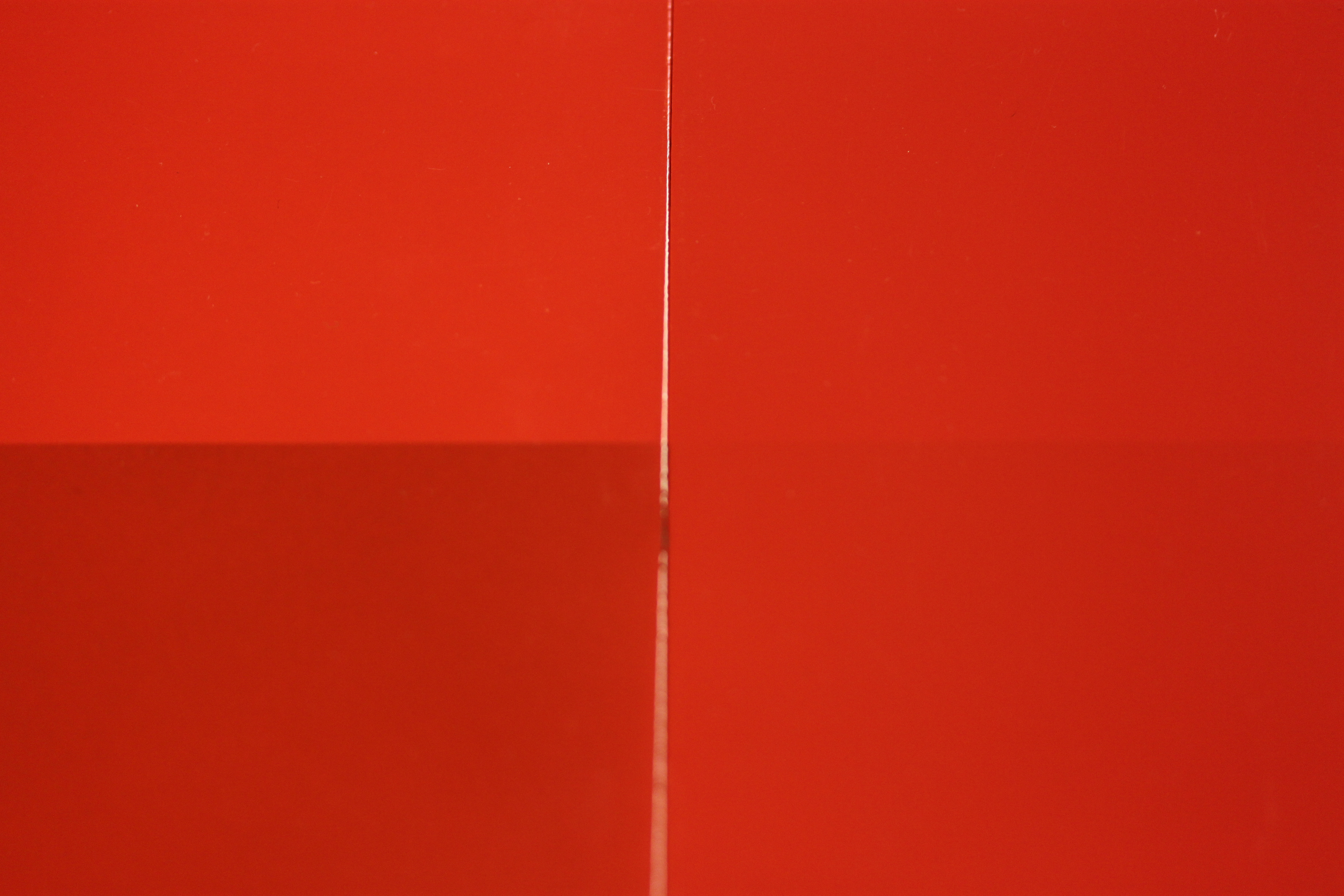
Prüfung des Deckvermögens auf Kontrastblechen

Das Deckvermögen wird qualitativ ermittelt, indem eine Farbschicht definierter Dicke auf einen kontrastreichen Untergrund (meist schwarz und weiß einer Kontrastkarte) aufgetragen wird. Quantitativ ermittelt wird das Deckvermögen, indem nach der Trocknung oder Härtung der Farbabstand zwischen dem freien und dem mit Farbe überdeckten Untergrund gemessen. Ein Verfahren zur Messung des Kontrastverhältnisses bei Innendispersionsfarben ist in EN 13300 festgelegt.
Die deckende Schichtdicke von Farben und Lacken wird bestimmt, indem Beschichtungen unterschiedlicher Schichtdicke hergestellt werden. Die Schichtdicke, oberhalb der sich die koloristischen Eigenschaften nicht mehr ändern, gilt als deckend. Auch die Beschichtung im Keil ist möglich, wenn entsprechend genau gemessen werden kann. Diese Grenzen wurden normativ in DIN 55987 und in ASTM D 2805-70 festgelegt, allerdings nicht übereinstimmend gleich. So ist nach DIN 55987 ein Gesamtfarbabstand von maximal {\displaystyle \Delta E=1} als deckend definiert. Dies gilt, wenn das System über schwarzem (Remissionswert {\displaystyle R=0{,}05}) und weißem Untergrund ({\displaystyle R=0{,}8}) appliziert wurde. Nach ASTM D 2805-70 muss das Verhältnis des Normfarbwertes Y über Schwarz und Weiß größer oder gleich 0,98 sein. Die Verwendung nur eines Normfarbwertes anstelle des Gesamtfarbabstandes berücksichtigt allerdings Unterschiede zwischen verschiedenen Farbtonbereichen nicht ausreichend.

## Besonderheiten

### Dry-Hiding-Effekt
In billigen weißen Innendispersionsfarben wird häufig anstelle von Titandioxid ein anorganischer Füllstoff wie Kreide oder Bariumsulfat in sehr hohen Konzentrationen eingesetzt, um das Deckvermögen zu erhöhen. Durch die hohe Konzentration entstehen neben den Grenzflächen zwischen Bindemittel und Pigment sowie Füllstoff auch Grenzflächen zwischen Luft und Pigment sowie Füllstoff. Im Gegensatz zur relativen geringen Differenz der Brechungsindizes von Bindemittel und Füllstoff ist die Differenz der Brechungsindizes von Luft und Füllstoff groß genug, um als weiß zu erscheinen, was wiederum zum Deckvermögen beiträgt.

### Deckvermögen organischer Pigmente
Organische Pigmente decken aufgrund ihrer relativ geringen Teilchengröße nur über Absorption. Da deren Farbwirkung über selektive Absorption entsteht, weisen organische Buntpigmente zwangsläufig ein begrenztes (farbabhängiges) Deckvermögen auf. Pigmentruß jedoch absorbiert im gesamten sichtbaren Spektrum, so dass das Deckvermögen hoch ist. Grün-, Blau- und Violettpigmente absorbieren noch in einem relativ breiten Bereich, während Rot-, Orange- und insbesondere Gelbpigmente nur in einem kleinen Bereich absorbieren und so transparenter erscheinen.